# Viện Nghiên cứu Đông Nam Á
Viện Nghiên cứu Đông Nam Á (tiếng Anh: Institute of Southeast Asian Studies, viết tắt là ISEAS) là cơ sở giáo dục và nghiên cứu công lập ở Singapore do Bộ Giáo dục Singapore điều hành. Viện này thành lập vào năm 1968, gồm một nhà thư viện, cơ sở ấn loát và một số học đường chuyên môn về các ngành xã hội, chính trị, nhân chủng, lịch sử và kinh tế trong vùng Đông Nam Á.
Mục đích của Học viện này là đào tạo một nhóm học giả có kiến thức sâu rộng cùng phổ biến sự hiểu biết đến đại chúng. Với hai bước tiến đó, vùng Đông Nam Á mới có khả năng đáp ứng những vấn đề đang đối diện qua phép nghiên cứu chín chắn và phân tích cặn kẽ.

## Trung tâm đào tạo
- Asean Studies Centre Lưu trữ ngày 27 tháng 9 năm 2013 tại Wayback Machine
- Nalanda-Sriwijaya Centre
- Singapore APEC Study Centre Lưu trữ ngày 28 tháng 11 năm 2014 tại Wayback Machine

## Liên kết
- Official website